# Mikel Arana
Mikel Arana Etxezarreta (Ordicia, Guipúzcoa, 2 de octubre de 1973) es un político y abogado español, actual director general de Ordenación del Juego desde 2020. Fue coordinador general de Ezker Batua-Berdeak y, después, de Ezker Anitza, el referente de Izquierda Unida en dicha comunidad autónoma, hasta las elecciones de octubre de 2012 tras las que anunció su dimisión.
Estudió Derecho en la Universidad del País Vasco, obteniendo la licenciatura en 1996. En 2008 realizó un máster en Administración de Empresas en la Universidad Carlos III de Madrid. Tiene el euskera como lengua materna y, además de euskera y castellano, habla también inglés e italiano.

## Trayectoria política
En junio de 1996, Arana se afilió a Ezker Batua-Berdeak. Fue miembro de la presidencia de dicha formación desde 2001 y portavoz de dicho órgano desde 2008. También fue miembro de su Consejo Político. Pertenece al grupo de jóvenes dirigentes que bajo el liderazgo de Javier Madrazo llegó a los principales cargos de Ezker Batua.
Tras la integración de Ezker Batua en el Gobierno Vasco fue director de Servicios del departamento de Vivienda y Asuntos Sociales, dirigido por su correligionario Javier Madrazo. Ocupó este puesto desde 2001 hasta 2009.
En las elecciones al Parlamento Vasco de 2009 fue cabeza de lista de Ezker Batua por Guipúzcoa, obteniendo el único escaño de su formación en dichas elecciones. Ante el fracaso electoral, Madrazo dimitió como coordinador general, siendo Arana elegido como su sustituto por el Consejo Político de la formación, con un 86% de los votos. Era el único candidato, propuesto por los seguidores de Madrazo y el EPK, que conformaban la mayoría en el anterior congreso. Arana fue el primer coordinador general de Ezker Batua que no era militante del EPK.
En enero de 2012, tras la escisión sufrida en Ezker Batua, fue elegido coordinador general de Ezker Anitza y pasó a representar a dicha formación en el Parlamento Vasco. Dimitió al no conseguir revalidar su acta de diputado en las elecciones de octubre.
En marzo de 2020 fue nombrado Director general de Ordenación del Juego, a propuesta del ministro de Consumo, Alberto Garzón.